# Батаев, Эльдар Исрапилович
Эльда́р Исрапи́лович Бата́ев (род. 4 октября 1986, Хасавюрт, Дагестанская АССР) — российский чеченский борец вольного стиля, призёр чемпионата России 2008 года, мастер спорта России.

## Биография
Родился в посёлке Олимпийский, что в Хасавюрте. Вольной борьбой занимается с 2000 года в хасавюртовской школе имени братьев Сайтиевых у Исы Хожикова. В марте 2012 года стал бронзовым призёром чемпионата Дагестана.

## Личная жизнь
В 2003 году окончил школу № 17 в Хасавюрте. Окончил Дагестанский государственный педагогический университет.

## Спортивные результаты
- Чемпионат России по вольной борьбе 2008 года — .